# شهرستان شفیچه
شهرستان شفیچه (به لهستانی: Świecie County) یک شهرستان در لهستان است که در استان کویافسکو-پومورسکی واقع شده‌است.

## خصوصیات
شهرستان شفیچه ۱٬۴۷۲٫۷۸ کیلومترمربع مساحت و ۹۶٬۹۴۱ نفر جمعیت دارد.